# Velur (Kerala)
Velur es una ciudad censal situada en el distrito de Thrissur en el estado de Kerala (India). Su población es de 13928 habitantes (2011). Se encuentra a 16 km de Thrissur y a 87 km de Cochín.

## Demografía
Según el censo de 2011 la población de Velur era de 13928 habitantes, de los cuales 6675 eran hombres y 7253 eran mujeres. Velur tiene una tasa media de alfabetización del 96,56%, superior a la media estatal del 94%: la alfabetización masculina es del 97,46%, y la alfabetización femenina del 95,74%.